# Красный (Московская область)
Красный — посёлок сельского типа в Букарёвском сельском поселении Истринского района Московской области. Население — 172 чел. (2010). Посёлок был основан между 1926 и 1937 годами. Расположен в 14 км от райцентра Истра и в 1 км севернее железнодорожной станции Холщёвики. С Истрой связан автобусным сообщением (автобус № 46).
Ранее посёлок Красный и находящаяся в нём бывшая усадьба Квашниных-Самариных носила наименование «Брыково». В посёлке находится Храм Богоявления Господня, 1754 года постройки (известен с 1697 года), полуразрушенный в 1970-х и заново восстанавливаемый с 1996 года, в котором ныне находится православный духовно-просветительский центр. В парке средней школы — Братская могила советских воинов, погибших в годы Великой Отечественной войны 1941—1945 гг.

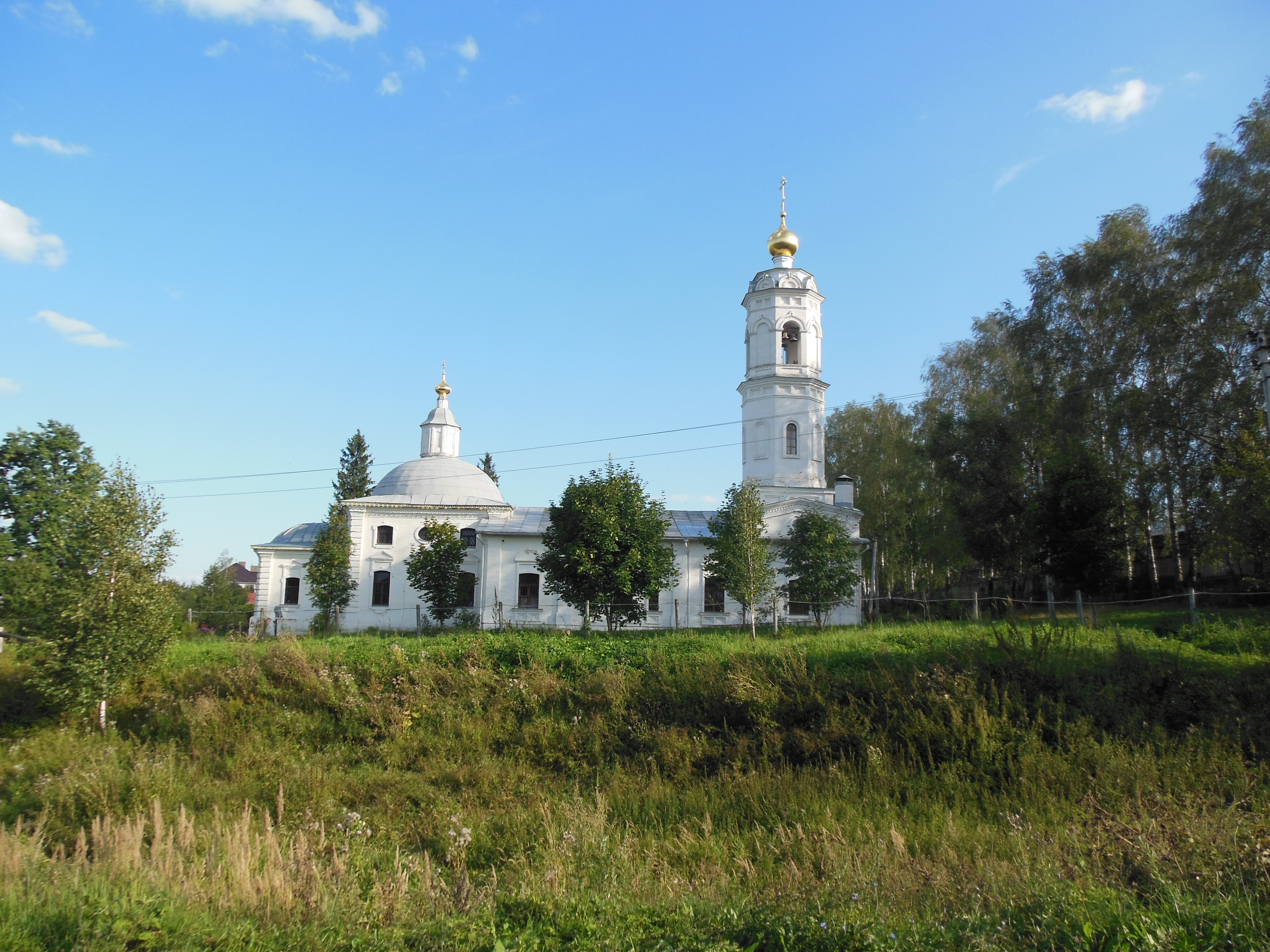
Церковь Богоявления Господня в Брыкове

## Население
| 2002 | 2006 | 2010 |
| ---- | ---- | ---- |
| 199  | ↘176 | ↘172 |